# カシミール語
カシミール語 (カシミールご、Kashmiri, कॉशुर, کٲشُر) は、主にインドのジャンムー・カシミール州西部で話されている言語である。パキスタンにも少数の話者がいる。インド・アーリア語派のダルド語群に属し、この語群の中ではもっともよく知られた言語である。話者の人口は約710万人（2011年）。
インド憲法の第8付則に定められた22の指定言語のひとつである。スリナガル一帯で話される方言が標準的と考えられている。ただし、ジャンムー・カシミール州の公用語はウルドゥー語である。
インド語派の大部分の言語の語順が SOV であるのに対し、カシミール語はドイツ語と同様のV2語順を取る。
カシミール地方は、14世紀以降イスラム国家の支配を受け、イスラム化が進んだ。1907年まではペルシア語が公用語であり、それ以降はペルシア語の影響を強く受けたウルドゥー語が公用語になった。このため、カシミール語はペルシア語の強い影響を受けている。

## 音声
ほかのインド語派の言語と異なり、カシミール語には /a i u e o/ それぞれの短母音と長母音に加えて、中舌母音 /ɨ ɨː ə əː/ および短い /ɔ/ が存在するため、短母音が8つ、長母音が7つ存在する。さらに鼻母音も発達している。インドの言語の中でも非常に多くの種類の母音のある言語である。ただし、カシミール語の母音の分析は学者による意見の違いがある。
子音では ts tsh と c ch とを区別する。いわゆる有声帯気音が存在しないのはパンジャーブ語と同様だが、パンジャーブ語のように声調を発達させてはいない。
カシミール語の子音のもうひとつの特徴は口蓋化子音であり、c ch j š 以外のすべての子音について口蓋化子音を音韻的に区別する。語末でも対立がある。
| 意味   | カシミール語 | ヒンディー語 |
| ------ | ------------ | ------------ |
| 庭師   | bāgvān       | bāgvān       |
| 幸運な | bāg'vān      | bhāgyavān    |

## 文法
カシミール語の文法は基本的にはヒンディー語などとあまり変わらない。名詞は男女2種類の性に分かれ、単数と複数で変化し、格は後置詞によって表され、属格の後置詞は形容詞的に変化する。形容詞は修飾する名詞と性・数・格を一致させるが、不変化の形容詞もある。形容詞や名詞属格は修飾する名詞の前に置かれる。冠詞はないが、不定をあらわす接尾辞がある。代名詞は独立形と、動詞の主語や目的語を表す後倚辞形がある。
動詞の現在は分詞とコピュラ（人称・性・数によって変化する）を組み合わせ、過去では能格構文を取って動詞は自動詞の主語・他動詞の目的語と性・数を一致させるが、人称後置詞（二人称のみ、単数または複数）は主語と一致する。未来は接尾辞を加えることで表す。完了は接尾辞をつけた分詞形をコピュラと組み合わせて表現する。
カシミール語の風変わりな点は動詞が文の二番目に来ることで（V2語順）、南アジアのほとんどの言語（インド・アーリア語派だけでなく、イラン語派、ドラヴィダ語族、ムンダー語派、チベット・ビルマ語族も同様）が SOV であるのとくらべ、いちじるしく例外的である。一番目の要素は主語である必要はなく、目的語であっても、場所や時間を表す語であってもよく、その場合は主語は動詞のあとに置かれる。また、コピュラと分詞、助動詞と不定詞を組み合わせた形では、コピュラ・助動詞が二番目に、分詞・不定詞は通常文末に置かれる。

## 表記
かつてナーガリー文字の系統のシャーラダー文字を用いたが、現在は主にアラビア文字系のペルシア文字を用いる。
デーヴァナーガリーを使用する場合は、中舌母音を表すためのいくつかの記号を追加して用いる。